# Двойной астероид

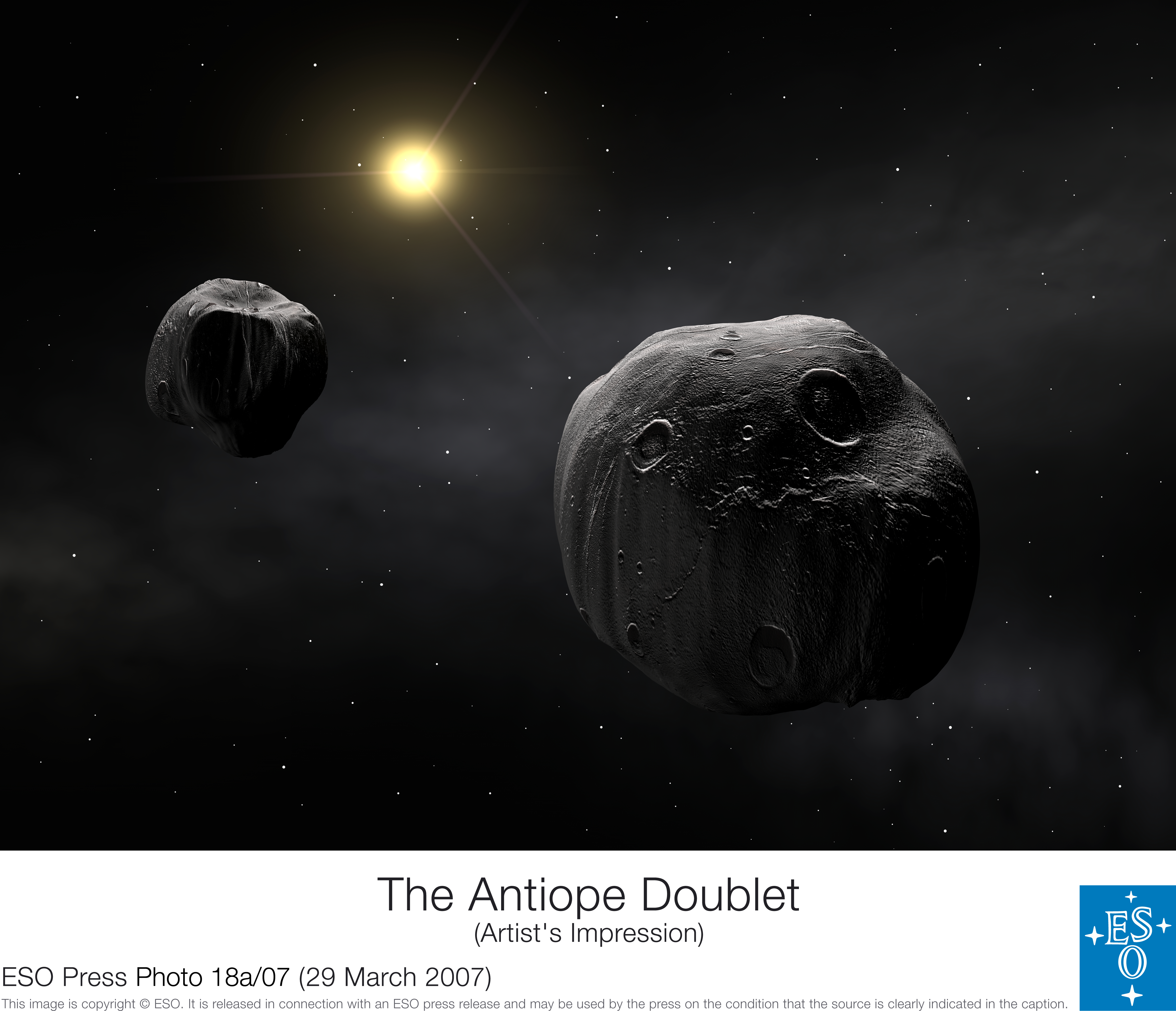
Двойной астероид (90) Антиопа (рисунок)

Двойной астероид — система из двух астероидов, гравитационно связанных друг с другом, вращающихся вокруг общего центра масс, наподобие двойной системы звёзд. Первым обнаруженным бинарным астероидом стал астероид (243) Ида, двойственность которого была установлена во время пролёта мимо него космического аппарата Галилео в августе 1993 года. С тех пор в поясе астероидов было открыто множество двойных систем.
Если астероиды примерно одинакового размера, то центр масс такой системы находится примерно посередине между астероидами. Наглядным примером такой системы является астероид (90) Антиопа. Если же спутник сильно уступает по размерам основному астероиду, то центр масс располагается внутри большего астероида, как в случае с системой Земля-Луна. К таким системам относится большинство известных бинарных систем, таких, как у астероидов (22) Каллиопа, (45) Евгения, (87) Сильвия, (107) Камилла, (121) Гермиона, (130) Электра, (283) Эмма, (379) Гуенна.
Некоторые ударные кратеры, такие, как кратер Клируотер в Канаде, могли быть образованы как раз при падении бинарных астероидов.
Также известны системы из трёх компонентов (например, крупный астероид (87) Сильвия, астероид-аполлон (136617) 1994 CC, крупный транснептуновый объект (47171) 1999 TC36 и т. д.).

## Образование

Схема движения астероидов вокруг общего центра масс в бинарной системе

Пути формирования бинарных систем недостаточно ясны. Случайный захват астероидов в главном поясе в результате тесного облёта практически невозможен, так как при захвате спутника происходит его сильное приливное торможение, которое, в соответствии с законом сохранения энергии, сопровождается сильнейшей деформацией спутника под действием приливных сил, при которой его кинетическая энергия переходит в тепло. Для крупных тел такой захват вполне допустим, но в случае с телами малой массы, такими, как большинство астероидов, он недопустим, потому что ввиду огромной скорости (больше десяти км/с) кинетическая энергия движения даже сравнительно небольшого тела настолько велика, что из-за малой массы астероида его гравитации просто не хватит, чтобы остановить относительно крупное тело и перевести его на стабильную орбиту вокруг себя.
Предполагается несколько возможных способов формирования двойных систем астероидов. Двойные системы таких астероидов, как (22) Каллиопа, (45) Евгения и (87) Сильвия, могли образоваться при разрушении родительского астероида в результате столкновения с другим астероидом. Транснептуновые бинарные системы могли образоваться ещё во время формирования Солнечной системы в результате взаимного захвата. Из-за большой удалённости от Солнца их орбитальные скорости, а следовательно и кинетическая энергия движения очень малы, что делает такой захват вполне возможным.
Такие системы могут образоваться также в результате тесного сближения с какой-нибудь крупной планетой, например, Землёй. При этом, из-за действия внутренних напряжений, возникающих под действием приливных сил, астероиды часто распадаются на несколько фрагментов, которые потом могут соединиться в кратную систему или просто двигаться вместе по близким орбитам.
Согласно другой теории, распад астероидов может происходить под действием YORP-эффекта, который заключается в увеличении скорости вращения астероидов неправильной формы под действием фотонов из-за неравномерного альбедо поверхности. Было высказано предположение, что в результате этого эффекта скорость вращения астероида может возрасти настолько, что центробежные силы разорвут его на две части.